# MacOS 벤투라
macOS 벤투라(버전 13)는 맥 OS의 19번째 주요 릴리스이다. macOS 몬테레이의 후속으로, 2022년 6월 6일 WWDC 2022에서 발표되었다. 이름은 캘리포니아주 벤투라의 이름을 따서 지어졌다. 정식 출시는 2022년 10월 25일이다.

## 역사

### 업데이트
맥 OS 13 벤투라의 첫 번째 개발자 베타는 2022년 6월 6일에 출시되었다. 정식 출시는 2022년 10월 25일에 했다.
| 버전        | 빌드     | 출시일           | 노트 |
| ----------- | -------- | ---------------- | ---- |
| 13.0 벤투라 | 22A380   | 2022년 10월 25일 |      |
| 13.1 베타   | 22A5342f | 2022년 10월 30일 |      |

범례:   과거   현재   베타

## 새로운 기능 및 변경 사항
macOS 벤투라는 수많은 변경사항과 새로운 앱들을 특징으로 하며, 그 중 많은 것들이 생산성과 관련되어 있다. 변경 내용은 다음과 같다.
- 메일 : 향상된 검색 기능 - 더 정확하고 완전한 검색 결과를 제공하고, 타이핑을 시작하기도 전에 검색어를 제안해주는 기능 추가
- 메일상자 추가 : 전송 취소, 전송 예약, 후속 처리, 리키 링크 추가
- Spotlight : 향상된 이미지 검색 - 사진, 메시지, 메모, Finder는 물론 웹에 있는 이미지까지 Spotlight에서 바로 검색할 수 있다. 심지어 ‘라이브 텍스트’ 기능을 통해 이미지 속 텍스트를 기반으로 관련 이미지를 검색할 수도 있다.
- Spotlight 빠른 동작 - Spotlight를 사용해 알람 설정하기, ‘집중 모드’ 시작하기, Shazam으로 노래 제목 찾기, 단축어 실행하기 등 다양한 작업을 빠르게 수행할 수 있다.
- 새로워진 검색 디자인 - 연락처, 앨범, 뮤지션, 영화, TV 프로그램, 배우, 스포츠, 비즈니스 등을 검색할 경우, 필요한 모든 정보를 한데 모아 보여주는 더욱 풍부한 검색 결과를 얻을 수 있다. 스페이스 바를 누르면 나오는 ‘훑어보기’ 기능을 통해 당신의 파일을 스크롤이 가능한 커다란 미리보기 화면으로 살펴볼 수도 있다.
- Safari : 패스키 추가, 성능 강화
- 공유 탭 그룹 - Safari에서 바로 탭과 책갈피를 공유하고, 메시지를 보내고, FaceTime 통화를 시작할 수 있다. 친구와 여행을 계획할 때도, 가족과 함께 소파를 고를 때도, 열어둔 모든 탭을 한곳에서 공유할 수 있죠. 탭 그룹을 공유 받은 상대방 역시 보여주고 싶은 것을 찾으면 마음껏 탭을 추가할 수 있다.
- 메시지 : 매일 문자를 주고받는 방식의 진화 - 방금 막 전송한 메시지를 편집할 수 있고, 아예 전송을 취소하는 것도 가능. 바로 답장하기가 어려워 나중에 다시 확인하고 싶다면, ‘읽지 않음’ 상태로 표시해둘 수도 있다.
- 메시지에서의 SharePlay : 메시지 앱에서 요즘 꽂힌 노래나 즐겨 보는 TV 프로그램의 최신 에피소드에 대해 이야기꽃을 피우는 동시에 해당 콘텐츠를 함께 감상할 수 있다. 재생 제어기도 공유되기 때문에 언제나 같은 장면, 같은 부분을 함께 감상할 수 있다.
- 더 풍성해진 협업 방식 : 메시지 앱에서 메모, 프레젠테이션, 미리 알림, Safari 탭 그룹 등을 공유하고, 그 자리에서 바로 협업할 수 있다. 공동 프로젝트 관련 업데이트 사항을 대화창에서 확인하고, 작업에 사용 중인 앱에서 바로 다른 참가자들과 간편히 소통할 수 있다.
- 이 외에도 더 다양한 기능이 추가되었다.

## 지원 기기
맥 OS 벤투라는 2013년부터 2017년까지 출시된 다양한 맥에 대한 지원을 중단한다. macOS 벤투라는 다음과 같은 Mac 모델을 지원한다.
- iMac (2017) 이상
- iMac Pro (2017) 이상
- 맥북 에어 (2018) 이상
- 맥북 프로 (2017) 이상
- 맥프로 (2019년)
- 맥미니 (2018) 이상
- 맥북 (2017년)
- 맥 스튜디오 (2022)